# Peter Davis
Peter Frank Davis, nascido em 2 de janeiro de 1937, é um diretor de cinema norte-americano. Ele é também jornalista, produtor e realizador da rede de televisão CBS. Davis é mais conhecido por ter dirigido o documentário Corações e Mentes (Hearts and Minds), que levou um Oscar em 1975.

## Biografia
Críticos internacionais avaliam que a principal característica da obra de Davis é a sua capacidade investigativa, de desnudar a consciência nacional dos norte-americanos, forçando-os a discutir, perceber e reavaliar suas falhas morais. Seu trabalho sempre teve como principal objetivo combater a exclusão social, os preconceitos, o racismo.
As obras iniciais de Davis foram documentários para a televisão (CBS), que abordavam assuntos praticamente ignorados pelo cinema e pelos meios de comunicação norte-americanos. Davis firmava-se como uma voz dissonante de sua época e foi fundamental para levantar questões mal-resolvidas da política externa e interna dos Estados Unidos.
Seu primeiro trabalho foi "Fome na América" (Hunger in America), de 1968. O filme é um relato do cotidiano desolador de norte-americanos, de diferentes origens que vivem à sombra do sistema, cujo objetivo é apenas encontrar alimentos para si e para seus filhos. "Fome na América" levou o Emmy de melhor documentário em 1968.
Naquele mesmo ano, Davis dirigiu e produdiu "A Herança da Escravidão" (The Heritage of Slavery), que faz uma avaliação sobre a escravidão nos Estados Unidos e suas graves conseqüências para a sociedade norte-americana.
Em 1971, Davis dirigiu e produziu "Pentágono à Venda" (Selling the Pentagon), que também recebeu um Emmy de melhor documentário para televisão. A obra estuda a influência do poderoso aparato de propaganda do Departamento da Defesa norte-americano sobre o inconsciente coletivo do país.
Davis dirigiria ainda filmes sobre John F. Kennedy, Nelson Mandela e o apartheid.

### Corações e Mentes
Em 1974, Peter Davis tornou-se internacionalmente conhecido, com o lançamento do contundente Corações e Mentes. Considerado um marco na história dos documentários políticos, a obra é uma investigação minuciosa sobre as razões culturais que levaram os Estados Unidos para o conflito no Vietnã. Além de entrevistas com personalidades políticas envolvidas com a guerra e a visão de soldados norte-americanos, o filme foi pioneiro em mostrar o sofrimento do "outro", ou seja, dos vietnamitas.